# Arrigo Menicocci
Arrigo Menicocci (Ariccia, 5 ottobre 1933 – Melbourne, 1º dicembre 1956) è stato un canottiere italiano.

## Carriera
Nato ad Ariccia, in provincia di Roma, nel 1933, a 23 anni partecipò ai Giochi olimpici di Melbourne 1956, nel canottaggio, nella gara dell'otto maschile, dove con la squadra italiana passò il recupero grazie ad un 2º posto, dopo essere arrivato 3° in batteria, ma venne eliminato in semifinale, disputata il 26 novembre e terminata in quarta posizione, dietro a Canada, Svezia e Cecoslovacchia. Soltanto cinque giorni dopo, il 1º dicembre, morì nella città australiana, in un incidente automobilistico, nel quale perse la vita anche l'australiano William McKay, in auto con lui. A lui è intitolato lo stadio comunale del suo paese natale.